# MTV Next
MTV Next ist eine US-amerikanische Reality Show des Senders MTV. Sie wird, je nach Staffel, in der Originalfassung mit Untertiteln oder synchronisiert in Deutschland ausgestrahlt. Es wurden 285 Folgen in sechs Staffeln ausgestrahlt. Die Akteure handeln zumindest teilweise nach Drehbuch, auch die Identität der jeweiligen Charaktere ist lediglich in Grundzügen an die ihrer Darsteller angelehnt. Ein ähnliches Format war die 1997 produzierte und von Stermann & Grissemann im ORF präsentierte Show Blech oder Blume.

## Konzept
In jeder Show hat entweder ein junger Mann oder eine junge Frau fünf Blind Dates. Sobald der Kandidat genug von dem Date hat, ruft er „Next!“ (dt.: „Nächster!“) und der nächste Datepartner ist an der Reihe. Für jede angebrochene Minute, die das Date läuft, erhält der Datepartner einen US-Dollar. Läuft das Date gut, kann der Kandidat dem Datepartner anbieten, entweder das gesammelte Geld zu nehmen oder aber sich ein weiteres Mal mit ihm zu verabreden.
Häufig kommt es vor, dass ein Partner allein durch sein Aussehen schon beim ersten Blickkontakt wieder weggeschickt wird. Während der einzelnen Dates warten die vier anderen Datepartner in einem umgebauten Luxusbus und bekommen nichts von den Dates ihrer Konkurrenten mit. Während die Dates laufen, werden auch immer wieder die vier anderen Kandidaten im Bus gezeigt, wie sie sich die Zeit vertreiben, sich streiten oder sich anfreunden.
Bei den Dates handelt es sich manchmal um konventionelle Aktivitäten wie Essen gehen, aber auch um außergewöhnliche Aktivitäten wie gemeinsames Blutspenden oder Bullenreiten. Teilweise gibt es auch Folgen, in denen sich zwei Homosexuelle treffen.